# Mimus
Mimus és un gènere d'ocells de la família dels mímids (Mimidae).

## Taxonomia
Segons la Classificació del Congrés Ornitològic Internacional (versió 2.6, 2010) aquest gènere està format per 14 espècies:
- Mimus polyglottos - mim políglota.
- Mimus gilvus - mim de sabana.
- Mimus gundlachii - mim de les Bahames.
- Mimus thenca - mim de Xile.
- Mimus longicaudatus - mim cuallarg.
- Mimus saturninus - mim cellaclar.
- Mimus patagonicus - mim de la Patagònia.
- Mimus triurus - mim alablanc.
- Mimus dorsalis - mim dorsibrú.
- Mimus parvulus - mim de les Galápagos.
- Mimus trifasciatus - mim de Floreana.
- Mimus macdonaldi - mim d'Española.
- Mimus melanotis - mim de l'illa de San Cristóbal.
- Mimus graysoni - mim de l'illa de Socorro.